# Ветрен дол
Ветрен дол е село в Южна България. То се намира в община Септември, област Пазарджик.

## История
Старото име на Ветрен дол е Ели дере, както се е казвала и Чепинска река. Това име селото носи до 1934 г. В османски документ от 1633 г. То е наречено Йеникьой (Ново село), с друго име Йеллидере, което е потвърдено в османски документи от 1674 г. и 1845 г. Според тези документи и според народното предание в източната част на селото имало една махала турци с турски гробища наблизо. Особено след Освобождението Йеллидере става Ели дере a в триверстовата карта на България от 1878 г. селото е наречено Елмедере.
Ели дере или Йеллидере, което значи „Петдесет дерета“, се обяснява с това, че Чепинската река се е образувала от 50 дерета. Обаче географски е неправдоподобно да се приеме, че „Ели“ е видоизменение на „Йел“ (вятър, какъвто наистина постоянно духа в пролома.) Ето защо през 1934 г. селото е преименувано Ветрен дол. Името Елмедере значи Ябълково дере – без да се знае защо руските географи са го нарекли така.
Землището на Ветрен дол е богато на трако-римски находки. Още френският археолог Albert Dumont, който е пътувал в България към 1870 г. е намерил при Ветрен дол плочка на тракийски конник, взидана в селската черква, където се почита Свети Георги, също релеф с изображение на персийския бог Митра.
Намерена е и друга оброчна плочка на тракийски конник, както и един олтар на Хера и една колона, посветена на Аполон. Намерени са също тракийски бронзови монети от II в. пр.н.е., монети от римски императори след нашата ера, от византийските императори Йоан Комнин II (1118-1143) и Андроник I-XII в., също и от полския крал Сигизмунд I и от Людвик XIV. В землището на Ветрен дол има 4 неразкопани могили, вадят се големи делви, намират се и железни върхове на стрели. На около 1 км. разстояние южно от селото, по склона на планината при Гергьова черква има следи от старо селище. Там наблизо се редят още: „Спасова черква“, „Рангелова черква“, „Митрова черква“ и „Еленова черква“. А на около 500 м. южно от днешното село е оброчището „Света Троица“ и на височината Голак – късно римското светилище „Свети Никола“.
Няма съмнение, че при Гергьовата черква, където се намират остатъци от градежен материал и наблизо стари гробища, е имало старо селище от трако-римската епоха, чиито живот въз основа на посочените черковища около него вероятно е продължил и през средните векове, без да се знае докога. След това долу при реката се появява днешното село. Ако съдим по писаното от Ст. Захариев, че първата черква на това село била останала от български времена и че зад врата ѝ имало плоча с надпис за леточислението и имената на ктиторите ѝ. която плоча била взета от учителя Никофор поп Константинов в Пазарджик към 1847-1848 г., трябва да заключим, че днешното село е съществувало преди турската епоха може би като заместник на това при Гергьова черква. Намерените монети от византийските императори Йоан Комнин II и Андроник I-XII в. Също показват, че тогава селото е съществувало.
Селото и днес се разделя на две махали: Стара и Влахова махала с черквата на изток от Ортарк и Чукура, т.е. ниската махала на запад от този арк. Името Влахова махала е по името на кореняшкия род Влаовци в тази махала, а не както може да се помисли от някогашно, например от средните векове влашко население във Ветрен дол.

## Културни и природни забележителности
- Църква „Света Богородица“
- Гергьова черква
- Кърмова чешма
- Меча поляна
- Манастирска воденица
- Голак
- Планински водопад

## Обществени институции
- кметство
- читалище

## Редовни събития
- 1 януари: Кукери – маскират се само мъжете в селото, за да прогонят злите духове. Има и ансамбъл „Сватба“, която минава през цялото село с акордеон и песни и благославя стопаните. В замяна те получават вино, храна и пари. Има и конкурс за най-добра кукерска маска и най-големи чанове на площада.
- Йордановден: Завирва се част от Чепинска река, младежите от селото се хвърлят за кръста и този, който го намери пръв, минава през селото заедно със свещеника и ръси за здраве. Всеки дава каквото има на смелчака.
- Тодоровден: Организират се „кушии“ – надбягвания с коне, магарета и мулета. Победителят във всяко състезание получава парична награда от кмета.
- Сирни заговезни: На определени места в селото и в планината се палят клади и се прескачат за здраве. Вкъщи родителите връзват на конец бяла халва и без ръце децата им се състезават кой да отхапе първи. След това младите искат прошка от по-възрастните като им целуват ръка.
- Празникът на селото е на Гергьовден, 6 май. Празнува се всяка година на Гергьова черква над селото. Пекат се агнета в специални стари пещи и се прави курбан.
- Свети Дух. На този ден хората се събират на местността Спасова черква, която се намира над селото. Приготвя се курбан за избавяне от наводнения и други бедствия.
- Фестивал на смокинята. На този ден през септември се организира празник с песни и танци и представяне на различни продукти от смокиня: сладко, ракия, мармалад, сладкиши и други.

## Символи

### Герб
Блазон: на злато, лазурен вълнообразен пояс между три тополи срещу вятъра и воденично колело,  всичко в зелено.

Ветрен дол е от малкото села в България, които имат свой отличителен знак. Гербът на селото е съобразен с всички правила на хералдическата наука и е сред малкото хералдични емблеми на българската местна символика, поради което е и регистриран в матрикула на Българското хералдическо и вексилоложко общество. Автор на герба е Пламен Цветков, художественото изпълнение е дело на художника Радослав Илиев, с хералдическото осмисляне на д-р Стоян Антонов и по идея на Александър Алексиев.
Гербът на Ветрен дол е златно поле във формата на пазарджишки щит, разсечен от лазурен вълнообразен пояс. В горната част на щита има изобразени три тополи, огънати от вятъра, а в долната част – воденично колело, всичко в зелено. Под щита има девизна лента, на която със златни букви е изписано мотото „Устоява срещу вятъра”.
Формата на щита повтаря първия герб на областния център Пазарджик и означава административна принадлежност.
Тополите, огънати от вятъра, символизират името на селото – Ветрен дол, природната стихия и твърдостта на жителите, устояващи срещу несгодите, а така също и екологичното равновесие.
Воденичното колело е символ на трудолюбието на ветрендолци, използващи силата на природата за благоденствие и прогрес.
Реката, изобразена в герба като лазурен вълнообразен пояс, се свързва със старото име на селото Ели дере, което в превод от турски означава Петдесетте реки. Тя е динамиката, активния дух, хармонията; 
водното богатство в землището на селото и особено минералната вода. 
Златното поле е символ на богатството на духа и на добродетелите, както и на местоположението на селото в Тракия.
Зеленият цвят в герба символизира надеждата, обновяването, хармонията с природата и в обществото, а така също и планината Родопи, в чиито поли е сгушен Ветрен дол.
Лазурният цвят на реката означава благородство.
Гербът на Ветрен дол е приет официално на 30 юни 2008 година от Общинския съвет на Септември.

### Знаме
Знамето на Ветрен дол се състои от зелена, жълта и синя ивица, поставени вектикално. По средата в жълтата ивица са изобразени елементите от герба на селото - три тополи, река и воденично колело. 
Съотношението на страните на знамето са 1:2, като централната жълта ивица е един и половина пъти по-широка от ширината на всяка от двете странични ивици, т.е. имат съотношение 1:1,5:1.
Знамето на Ветрен дол е прието официално на 30 януари 2012 година от Общинския съвет на Септември.

## Други
Футболният отбор на селото носи името Зенит от 1957 година, а е основан през 1945 година. Стадионът се нарича „Димитър Спасов - Йозо“ и е разположен живописно в подножието на Родопите и само на няколко метра от един ръкав на Чепинска река. Зенит е играл приятелски срещи с ЦСКА, Ботев Пловдив и други на собствения си стадион.